# Godišnjak za znanstvena istraživanja Zavoda za kulturu vojvođanskih Hrvata
Godišnjak za znanstvena istraživanja Zavoda za kulturu vojvođanskih Hrvata je znanstveni časopis koji izdaje od 2010. godine izdaje Zavod za kulturu vojvođanskih Hrvata, u kojem izlaze radovi s područja povijesne znanosti, jezikoslovlja, etnologije, sociologije, filozofije, povijesti filozofije, kulturologije, psihologije, politologije, demografije, filologije, muzikologije. Radovima se nastoji ravnomjerno pokriti i subetničku raznolikost vojvođanskih Hrvata u Vojvodini (Bunjevci, Šokci, Dalmatinci, srijemski Hrvati…) te njihovu teritorijalnu raspodijeljenost (Srijem, Banat i Bačka), a radi izbjegavanja ikakve dominacije ikoje subetničke skupine ili teritorijalne cjeline.
Suradnici su do danas bili Slaven Bačić, Zlatko Šram, Robert Skenderović,  István György Tóth, Franjo Emanuel Hoško, Stevan Mačković, Petar Vuković, Milana Černelić, Ante Sekulić, Tomislav Žigmanov,Mario Bara, Ante Sekulić, Katarina Čeliković, Marina Balažev, Ladislav Heka, Vladan Čutura, Zvonimir Pelajić i dr.
Naslovnice je ilustrirao Darko Vuković.
Od kraja prosinca 2012. ZKVH odlučio je cjelovit sadržaj brojeva objaviti i na internetskim stranicama, a radi veće dostupnosti znanstvenih sadržaja širem čitateljstvu koje se zanima za temu nekog aspekta društvenog života Hrvata u Vojvodini, bilo da se to radi o prošlosti ili sadašnjosti. Namjera je ovim putem ojačati diseminaciju sadržaja o Hrvatima u Vojvodini te što je više moguće tim putem otkloniti deficite na tome području.

## Uredništvo
Glavni odgovorni urednik je Tomislav Žigmanov, a u uredničkom su vijeću još Slaven Bačić, Mario Bara i Petar Vuković.

## Vanjske poveznice
- Godišnjak za znanstvena istraživanja ZKVH  Arhivirana inačica izvorne stranice od 20. siječnja 2013. (Wayback Machine)